# Veikko Peräsalo
Veikko Peräsalo (* 1. Februar 1912 in Ilmajoki; † 25. August 1992 in Jyväskylä) war ein finnischer Hochspringer.
1934 gewann er Bronze bei den Leichtathletik-Europameisterschaften in Turin, und 1936 wurde er Zwölfter bei den Olympischen Spielen in Berlin.
Seine persönliche Bestleistung von 2,005 m stellte er am 27. Mai 1934 in Seinäjoki auf.